# Янко Сакъзов
 Тази статия е за българския политик.  За булеварда вижте Янко Сакъзов (булевард в София).  
Янко Иванов Сакъзов е български общественик, политик, публицист, един от лидерите на БРСДП (об.), партията на т. нар. широки социалисти.

## Биография
Янко Сакъзов е роден на 24 септември 1860 година в Шумен. Учи в Русия (1878 – 1881), Германия (1881 – 1883), Лондон (1883) и Париж (1884). През този период се запознава с работите на политически философи, като руските народници, Карл Маркс, Луи Блан, Пиер Прудон.
След завръщането си в България през 1884 година е учител по естествени науки и история в Шумен. За известно време работи заедно с Димитър Благоев, друг от основоположниците на българското социалистическо движение, чрез когото се запознава с възгледите на Георгий Плеханов. От 1887 до 1890 г. е помощник-прокурор също в родния си град.
След 1890 г. Сакъзов редактира вестник „Ден“ - издание на Българския социалдемократически съюз (БСДП), на който той е сред основателите. 
Делегат е на ІІІ конгрес на ІІ Социалистически интернационал в Цюрих, Швейцария от 9 до 13 август 1893 година. След приключване на конгреса, той се завръща в България и по препоръка на Карл Кауцки, заместващ президента на Втория Социалистически интернационал Фридрих Енгелес, който е тежко болен и се лекува в Лондон, Янко Сакъзов започва активна дейност по обединяването на разцепилите се на две през 1892 година партии на българските социалдемократи в една партия.
През 1894 година БСДП се обединява с групата на Благоев в Българска работническа социалдемократическа партия (БРСДП).
Резултатът не закъснява - българските социалдемократи печелят изборите за кмет и общински съветници в град Дряново и за първи път в Царство България има кмет-социалдемократ.
А на изборите за Народно събрание на Царство България са избрани двама български социалдемократи - Янко Сакъзов и Никола Габровски.
Сакъзов е един от първите депутати социалисти в Народното събрание. Народен представител е в VII (1893 – 1894 г.), VIII (1894 – 1896 г.), XII (1902 – 1903 г.), XV–XIX (1911 – 1923 г.), XXI–XXIII (1923 – 1934 г.) Народно събрание.
По време на Селските бунтове от 1900 година Сакъзов създава списание „Общо дело“, на чиито страници се застъпва някои елементи за Бернщайновата ревизия на марксизма, както и за солидарност и включване в социалистическото движение на селското население - „общо дело“ на различните „производителни слоеве“ и за утвърждаване на демокрацията в страната. Тези идеи предизвикват острата реакция на Димитър Благоев, който се придържа към ортодоксалния марксизъм и механистичното му прилагане към прединдустриалното българско общество. Този конфликт довежда до разцеплението на БРСДП през 1903 година, като Сакъзов оглавява партията на широките социалисти БРСДП (ш.с.), а Благоев - на тесните социалисти БРСДП (т.с.).
Янко Сакъзов е всепризнат лидер на широките социалисти до края на живота си е член на нейния Централен комитет и представя партията в международни социалистически организации.
Министър е на търговията, промишлеността и труда в правителството на Теодор Теодоров (19 октомври 1918 г. – 6 октомври 1919 г.) и като такъв прокарва осемчасовия работен ден. Янко Сакъзов изпълнява и различни дипломатически мисии в чужбина.
Янко Сакъзов се проявява като принципен политик-социалдемократ:
- с други земеделци се противопоставя на изменението на чл. 17 от Конституцията,
- протестира в Камарата (1912 г.) срещу изключително военния характер на Балканския съюз, като предупреждава, че личният режим ще доведе до сблъсък между съюзниците,
- през Първата световна война се застъпва за пълен неутралитет на България,
- бори се срещу идеите на Коминтерна и болшевизацията на социалдемократическото движение в България.

След преврата от 19 май 1934 г. е в легалната опозиция.
Янко Сакъзов умира в София на 2 февруари 1941 г.

## Семейство
Женен за писателката Анна Карима, с която имат 3 деца. По-късно от съжителството си с Вера Стаматова има син Анатол.

## Памет
На Янко Сакъзов е наречен булевард в София (Карта).